# Список серий аниме Sword Art Online
Список серий научно-фантастического аниме-сериала Sword Art Online, которое является аниме-адаптацией первой части цикла лайт-новел (ранобэ) Sword Art Online. Лайт-новел был создан японским писателем Рэки Кавахары с иллюстрациями художника, выступающего под псевдонимом abec.
Согласно оригинальному сюжету, десять тысяч фанатов компьютерных игр, использующих новейшее оборудование для погружения в виртуальную реальность, оказались в ловушке игры — Sword Art Online, без возможности её покинуть. Смерть виртуального игрового персонажа означает немедленную смерть игрока в реальном мире, единственная возможность спастись — успешное прохождение всех ста уровней игры хотя бы одним из игроков.
Sword Art Online включает 2 сюжетные арки и состоит из 25 серий. Сериал выходил в период: 7 июля 2012 года — 23 декабря 2012 года.

## Список серий

### Арка Айнкрад (Sword Art Online)
| 01 | Мир мечей «кэн но сэкай» (剣の世界)                                | 7 июля 2012      |
| 6 ноября 2022 года. В день официальной премьеры VRMMO RPG Sword Art Online распродан первый тираж игры в количестве десяти тысяч экземпляров. Кирито, участник бета-тестирования игры, один из тех, кто вошёл в Айнкрад — гигантскую стоуровневую крепость, парящую в небесах. Здесь он знакомится с игроком-новичком по имени Кляйн, который, догадавшись, что Кирито является бета-тестером, просит научить основам незнакомой игры. Кирито и Кляйн охотятся на мобов, набирая очки для повышения своих игровых уровней. В какой-то момент Кляйн, решивший на время покинуть игру, обнаруживает, что в меню отсутствует кнопка «Выйти из системы». Кирито и Кляйн слышат удары колокола, в этот момент их и всех других игроков принудительно телепортируют на центральную площадь Стартового города (места, откуда начинается игра). Гигантская безликая фигура, назвавшаяся Акихико Каябой, создателем Sword Art Online, объявляет, что ни один из игроков не покинет Айнкрад до тех пор, пока игра не будет пройдена полностью. По его словам, попытка отключиться от виртуальной реальности во внешнем мире либо гибель игрового персонажа теперь будет означать немедленную смерть в реальности. В качестве своеобразного «подарка», Каяба придаёт всем игровым персонажам облик управляющих ими игроков. Кирито видит, что его новый знакомый Кляйн — мужчина лет двадцати пяти на вид, а Кляйн видит перед собой мальчика лет четырнадцати. Кирито предлагает Кляйну немедленно покинуть окрестности Стартового города — скоро игроки исчерпают здесь все ресурсы для развития своих игровых персонажей. Кляйн отказывается — где-то в городе остались его друзья. Кирито отправляется в путь один. |                                                                    |                  |
| 02 | Битер «би:та:» (ビーター)                                          | 14 июля 2012     |
| Прошёл месяц после начала игры Sword Art Online — около двух тысяч человек уже погибли в схватках с населяющими первый уровень Айнкрада игровыми монстрами (мобами), а уровень так и не пройден. В небольшом городке собираются сорок четыре игрока, готовые рискнуть жизнью в схватке с боссом первого уровня — «Лордом-Кобольдом Злой Клык». Среди этих сорока четырёх находится и Кирито. Во время обсуждения стратегии будущего боя возникает вопрос о «бета-тестерах», которые, по мнению некоторых игроков, не поделились вовремя имеющейся у них информацией об особенностях игры, в результате чего многие игроки-новички погибли. Однако путеводитель по Айнкраду — брошюрка, составленная кем-то из бета-тестеров и описывающая, в том числе оружие и поведение в бою первого босса, на время снимают остроту вопроса. Во время разделения на отряды по шесть человек, Кирито, игроку-одиночке ничего не остаётся, как объединиться с, похоже, таким же одиночкой, как и он сам — единственной девушкой в группе, Асуной. Игрок Диабель, называющий себя «рыцарем», берет на себя функции лидера. Однако сражение принимает неожиданный оборот — тактика и оружие босса резко отличаются от описанных в брошюре. Диабель получает смертельный удар и за мгновение до смерти признаётся Кирито, что тоже является бета-тестером. Его последняя просьба Кирито — во что бы то ни стало победить врага. Кирито и Асуне при помощи группы секироносца Эгиля удаётся переломить ход боя. Кирито, нанёсший «Лорду-Кобольду» смертельный удар, получает уникальный игровой артефакт — «Плащ Ночи». Однако другие игроки теперь абсолютно уверены, что Кирито — бета-тестер и хуже того — читер, позволивший погибнуть Диабелю. Из криков рождается слово «битер» (бета-тестер + читер). Чтобы отвести гнев людей от других бета-тестеров, Кирито в развязной манере объявляет их, в большинстве своём, обычными новичками и что лишь немногие, такие как он, являются настоящими Битерами — те, кто использует предварительное знание игры только в собственных интересах. Под взглядами бывших соратников Кирито надевает свой приз — плащ и уходит на второй уровень Айнкрада. |                                                                    |                  |
| 03 | Красноносый олень «акахана но тонакай» (赤鼻のトナカイ)            | 21 июля 2012     |
| Апрель 2023 года. Кирито приходит на помощь участникам Гильдии «Чёрные кошки полнолуния» и принимает приглашение их лидера, Кэйты — вступить в их ряды. При этом он скрывает, что его игровой уровень вдвое превышает уровни остальных участников. Помимо Кирито, в Гильдии всего пятеро участников, включая единственную девушку по имени Сати. Все они — школьные друзья, состоящие в одном компьютерном клубе. Кирито берётся обучить Сати сражаться мечом (её игровая специализация — копейщик). Сати становится близким другом Кирито и однажды признаётся ему, что очень боится умереть — Кирито ободряет её и говорит, что обязательно защитит её и других своих новых друзей, что они непременно выживут и вернутся в реальный мир. 12 июня 2023 года Кэйта объявляет, что Гильдия заработала достаточно коллов (коллы — игровая валюта Sword Art Online), чтобы купить дом, который станет их штаб-квартирой. В отсутствие лидера «Чёрные кошки» решают отправиться на один из верхних, уже открытых уровней Айнкрада, чтобы заработать ещё денег, где попадают в ловушку «антикристальной комнаты», где невозможно использовать кристаллы телепортации для немедленного бегства. В результате нападения высокоуровневых мобов, в живых остаётся только Кирито. Кэйта, узнав о гибели друзей, кончает жизнь самоубийством — прыгает вниз с края уровня. 24 декабря 2023 года. Кирито, значительно повысивший свой игровой уровень, готовится к сражению с боссом по имени «Николай-отступник», которого можно встретить только в ночь перед Рождеством. Причина — уникальный игровой артефакт, который по слухам может воскресить погибшего игрока. Несмотря на то, что за этим предметом охотятся и другие гильдии, Кирито удаётся опередить всех и победить Николая-отступника, который оказывается чудовищной пародией на Санта-Клауса. Но его надежда воскресить хотя бы Сати рассыпается в прах — артефакт действительно может вернуть к жизни погибшего игрока… в течение десяти секунд после гибели. К изумлению Кирито, в тот же день он получает звуковое сообщение от Сати, записанное незадолго до гибели. Сати поздравляет его с Рождеством, просит не винить себя в её смерти и обязательно продолжать жить и бороться, чтобы стать свободным от игры. Перед тем как сказать «Прощай», Сати напевает ему мотив рождественской песенки о Рудольфе, красноносом северном олене. Из глаз Кирито текут слёзы. |                                                                    |                  |
| 04 | Чёрный Мечник «куро но кэнси» (黒の剣士)                           | 28 июля 2012     |
| 23 февраля 2024 года. После ссоры из-за распределения трофеев, полученных в сражении с мобами, Силика отделяется от своей Гильдии и отправляется в город одна. В пути её сопровождает только Пина — приручённый ею игровой моб, пернатый белый дракончик размером с ворону. По пути Силика вступает в неравную схватку с тремя мобами. Дело принимает опасный оборот — защищая своего партнёра, гибнет Пина, сама Силика находится на волосок от смерти. В этот момент появляется Кирито и легко уничтожает всех трёх мобов. Он объясняет плачущей девушке, что она может воскресить своего друга с помощью игрового артефакта под названием «Цветок Пневмы», растущего на Холме Воспоминаний, 47 уровень Айнкрада. Так как игрового уровня Силики явно не достаточно, чтобы сражаться на 47 уровне, Кирито вызывается сопровождать её, заявив, что та напоминает ему младшую сестру. Перед тем, как отправиться в путь, Кирито рассказывает ей об «оранжевых» игроках-грабителях и «красных» игроках, промышляющих убийствами (если игрок совершает преступление, его видимая всем личная отметка-маркер на какое-то время меняет свой цвет с зелёного [условно-дружественный] на оранжевый или красный соответственно). После того как на следующий день Силика и Кирито успешно достигают Холма Воспоминаний и получают Цветок Пневмы, неожиданно появляется женщина по имени Розалия. Розалия хорошо знакома Силике — именно она спровоцировала её на ссору. Розалия оказывается лидером преступной Гильдии «Рука Титана» — не совершая преступных действий сама и оставаясь «зелёной», она внедрялась в другие партии игроков и собирала информацию для последующих грабежей. Розалия требует отдать ей Цветок Пневмы, в ответ на это Кирито напоминает ей о Гильдии «Серебряный флаг», не так давно ею уничтоженной. Единственный выживший член Гильдии поднялся на передний край, самый высокий из открытых уровней, где находятся сильнейшие игроки-Проходчики, сражающиеся с боссами уровня. Он уговорил Кирито отомстить убийцам. По сигналу Розалии появляются другие игроки-грабители. Несмотря на страх (имя Кирито, по прозванию Чёрный Мечник, достаточно хорошо известно), они всё-таки решаются напасть. Но их атаки практически не причиняют Кирито, даже не использовавшему своё оружие, вреда — его уровень столь высок, что хит-пойнты сразу же восстанавливаются после слабосильных атак бандитов. Угрозами Кирито заставляет деморализованных игроков вместе с их лидером пройти через портал телепортации, ведущий в тюремный замок. Силика и Кирито возвращаются в город, где дают друг другу обещание встретиться в реальном мире, когда игра завершится. После этого девушка использует Цветок Пневмы для воскрешения Пины. |                                                                    |                  |
| 05 | Инцидент за стенами «кэннай дзикэн» (圏内事件)                     | 4 августа 2012   |
| В этом эпизоде мы вновь встречаем Асуну — после битвы с боссом первого уровня девушка не теряла времени даром и стала суб-лидером одной из сильнейших Гильдий переднего края — «Рыцарей Крови». 6 марта 2024 года Асуна руководит совещанием по тактике сражения с очередным боссом, на котором присутствуют представители Гильдий переднего края — «Альянса Священного Дракона», «Фуринкадзан», лидером которого является Кляйн, а также игроки-одиночки, такие как Кирито. Спустя месяц, 11 апреля 2024 года Асуна и Кирито, которого Асуна застала спокойно спящим на солнечной лужайке, становятся свидетелями невозможного события — убийства в безопасной зоне (в пределах городских стен), где не появляются мобы, а игроки могут причинить друг другу вред, только предварительно вызвав на дуэль при помощи системного меню. Однако игрок, повешенный на стене церкви с мечом в груди (при полном отсутствии сообщения о выигранной дуэли), наглядно продемонстрировал, что это правило можно нарушить. Ёруко, знакомая убитого по имени Кайнс, рассказывает, что видела кого-то в окне, прежде чем Кайнс был выброшен на верёвке. Кирито и Асуна, решившие вместе расследовать это «невозможное» преступление, относят орудие убийства — странный шипастый клинок, знакомому Кирито, Эгилю, который обладает необходимым игровым навыком для распознания мастера-изготовителя. Им оказывается некий Гримлок — бывший участник Гильдии «Золотое Яблоко». Ёруко, также как Гримлок и Кайнс, бывшая участница этой гильдии, рассказывает о том, что полгода назад Гильдия добыла в сражении с мобом редкий артефакт и, проголосовав (пять голосов против трёх — Кайнс, Ёруко и игрок-танк по имени Шмитд), решила его продать. Но лидер гильдии, Гризельда была убита при невыясненных обстоятельствах, артефакт пропал, а гильдия распалась. Ёруко подозревает, что Гримлок, бывший мужем Гризельды, теперь мстит тем, кто голосовал против продажи, полагая их убийцами. Во время встречи со Шмитдом, перешедшим в «Альянс Священного Дракона», Ёруко получает в спину смертельный удар кинжалом, брошенным через окно. Когда тело её игрового персонажа исчезает, на камнях мостовой остаётся лишь шипастый клинок, похожий на тот, которым убили Кайнса. |                                                                    |                  |
| 06 | Призрачный мститель «мабороси но фукусю:ся» (幻の復讐者)           | 11 августа 2012  |
| Кирито преследует неизвестного в накидке с капюшоном, но тому (или той?) удаётся использовать кристалл телепортации и скрыться. Кирито возвращается в гостиницу, где находит Шмитда в состоянии близком к истерике — он уверен, что это призрак Гризельды, игнорирующий законы игры, вернулся чтобы отомстить. Но Кирито так просто не провести — в конечном итоге ему удаётся разгадать секрет «невозможного» преступления. Разгадка оказывается проста — никакого преступления не было, была лишь ловкая афера Ёруко и Кайнса, инсценировавших свою смерть. Душераздирающие сцены «повешенного» Кайнса и «заколотой в спину» Ёруко были лишь постановкой — и меч и кинжал они воткнули в себя сами (ничем не рискуя в безопасной зоне), а гибель игрового персонажа, которую видели люди, были лишь спецэффектом от распадающейся под воздействием клинков одежды (на которую правила безопасной зоны не распространяются). Под прикрытием вспышки спецэффекта Кайнс и Ёруко применили кристаллы телепортации, создав очень правдоподобную иллюзию своей смерти. Шмитд тем временем отправляется на девятнадцатый уровень Айнкрада, где находится каменная плита-памятник, по всей видимости, установленная в память о Гризельде. Совершенно деморализованному Шмитду является закутанная в накидку женская фигура, которую он принимает за призрак Гризельды. В панике тот признаётся во всём — после голосования по поводу судьбы добытого артефакта, он обнаружил в своей сумке кристалл телепортации и записку — в обмен на крупную сумму коллов, ему предлагалось проникнуть в комнату Гризельды и настроить кристалл на проход туда. На этом его роль в краже и убийстве завершилась. Женщина и появившаяся рядом с ней фигура мужчины скидывают капюшоны накидок — это конечно же Ёруко и Кайнс. В этот момент на сцене появляются новые персонажи — троица игроков-убийц из Гильдии «Смеющийся Гроб», в намерениях которых трудно усомниться, и, чуть позднее — Кирито, скачущий верхом на лошади. Поверив наглому блефу Кирито, заявившему, что за ним идут ещё тридцать человек, высокоуровневых игроков-Проходчиков, убийцы предпочитают отступить. Последними появляются Гримлок и ведущая его под угрозой меча Асуна. Именно Гримлок оказывается организатором преступления — руками участников «Смеющегося гроба» он убил свою жену а затем, узнав о плане Ёруко и Кайнса, решил расправиться и с ними. Кайнс, Ёруко и Шмитд уводят во всём признавшегося Гримлока с собой, пообещав Кирито и Асуне, что «позаботятся» о старом друге. |                                                                    |                  |
| 07 | Тепло сердца «кокоро но ондо» (心の温度)                           | 18 августа 2012  |
| 24 июня 2024 года. Магазин-мастерскую Лизбет, девушки, избравшей игровую специализацию кузнеца, навещают сначала Асуна, которой зачем-то понадобилось срочно отполировать любимую рапиру (Лизбет подозревает, что у её подруги Асуны намечается свидание), а чуть позднее — Кирито, который попросил продать ему лучший меч, который есть в продаже. Клинок «лучшего меча» раскалывается пополам после столкновения с «Вразумителем», высокоуровневым мечом Кирито, и тогда взбешённая девушка-кузнец заявляет, что сможет изготовить меч не хуже «Вразумителя» — для этого ей нужен игровой ингредиент, «кристаллический» металл, который, по слухам, можно раздобыть, победив дракона в горах на 55 уровне Айнкрада. Лизбет настаивает, что должна участвовать в походе за металлом — без высокоуровневого кузнеца в группе, ингредиент из убитого моба не «выпадет». Лизбет и Кирито вместе отправляются в путешествие по заснеженному 55 уровню и без приключений добираются до места обитания дракона. Кирито велит Лизбет спрятаться — с драконом он в состоянии разобраться сам. Однако девушка в самый неподходящий момент покидает своё укрытие и воздушный вихрь, поднятый крыльями дракона, сбрасывает её в глубокую отвесную шахту. От верной гибели её спасает Кирито, успевший поймать Лизбет в воздухе и принявший на себя основную силу удара о дно шахты. Кирито и Лизбет, которая, похоже, начинает влюбляться в нового знакомого, оказываются в ловушке на дне глубокой ямы. Утром, после ночи, проведённой на дне шахты, Кирито делает открытие — во-первых, вожделенный «кристаллический» металл — вовсе не лут, который должен выпасть из убитого дракона, а, так сказать, продукт его жизнедеятельности, возникающий при поедании драконом неких кристаллов, во множестве встречающихся в этой местности. Образчик этого металла Кирито и Лизбет находят тут же, на дне шахты. А во-вторых, шахта, в которой они оказались, вовсе не шахта, а логово дракона, который вернулся домой с первыми лучами солнца. Кирито, закинув Лизбет на плечо, выполняет сложный акробатический трюк и, оседлав дракона, вылетает из западни. В тот же день Лизбет, которая решила признаться Кирито в своих чувствах, если работа получится удачной, выковывает меч, получивший имя «Прогоняющий тьму». Но её планам не суждено осуществиться — в мастерской неожиданно появляется Асуна, со вчерашнего дня безуспешно разыскивавшая внезапно исчезнувшую подругу. Из разговора Асуны и Кирито, Лизбет понимает, что они давно знакомы и что Кирито — тот самый, с кем у Асуны намечалась встреча. Лизбет решает не мешать отношениям Кирито и Асуны, и её признание в любви остаётся непроизнесённым. |                                                                    |                  |
| 08 | Танец чёрного и белого меча «куро то сиро но кэмбу» (黒と白の剣舞) | 25 августа 2012  |
| 17 октября 2024 года, 74 уровень Айнкрада (передний край). Кирито, возвращающийся после сражения в донжоне, сталкивается в лесу с чрезвычайно редким мобом — «Кроликом-рагу», практически безопасным, но выдающим после гибели не менее редкий лут класса «S» — «Мясо Кролика-рагу», чрезвычайно вкусный, будучи правильно приготовленным. Эгиль, в лавку которого Кирито приносит добычу, советует ему не продавать мясо, а съесть его самому — вполне возможно, подобный лут не достанется ему больше никогда. Сомнения Кирито разрешает появление в лавке сублидера «Рыцарей Крови», Асуны, ко всем своим достоинствам обладающей высокоуровневым игровым навыком повара. Асуна соглашается приготовить мясо, если Кирито разделит его с ней пополам и предлагает отправиться к ней домой, где есть всё необходимое для приготовления редкого деликатеса. В их беседу неожиданно вмешивается телохранитель Асуны по имени Крадил, который предостерегает её от общения с подозрительными типами вроде Кирито. После совместного ужина, Асуна предлагает Кирито на время объединиться в группу и «поработать» в донжоне. Кирито соглашается, и они договариваются встретиться на следующий день в городе Камдет, 74 уровень. Однако Асуна появляется не одна, следом за ней в Камдет телепортируется Крадил, который пытается практически насильно увести Асуну в штаб-квартиру Гильдии. В результате вспыхнувшей ссоры Крадил вызывает Кирито на дуэль, заявив, что только победитель способен защитить Асуну. Короткий поединок заканчивается убедительной победой Кирито, а опозоренному и лишившемуся меча Крадилу Асуна приказывает немедленно вернуться в штаб-квартиру «Рыцарей Крови». Из толпы за дуэлью наблюдает человек в тёмной накидке со знаком «Смеющегося Гроба» на перчатке. Кирито и Асуна вместе проводят день, сражаясь с мобами в донжоне и в итоге натыкаются в глубине игрового лабиринта на место обитания босса уровня. Просто для того, чтобы взглянуть на будущего противника, они открывают двери в его покои — в свете зажигающихся один за другим синих светильников, появляется чудовищная фигура, поразившая повидавших всякое Проходчиков — демона с козлиной головой по имени «Gleam Eyes», Пылающие Глаза. |                                                                    |                  |
| 09 | Голубоглазый демон «сэйган но акума» (青眼の悪魔)                  | 1 сентября 2012  |
| Кирито и Асуна открывают двери в покои Босса, чтобы взглянуть на него и продумать стратегию. В свете зажигающихся синим огнём факелов появляется огромный Босс, «The Gleam Eyes», поднимает свой огромный палаш и сотрясает стены рыком. Кирито и Асуна в ужасе удирают от него подальше. Уже в безопасности, тяжело дыша, они обсуждают, каким образом победить этого жуткого монстра. Кирито говорит о том, что для этого необходимо десяток щитоносцев. Асуна заподозрила его в том, что он что-то скрывает, ведь он не использует выкованный Лизбет меч, да и с щитом она его никогда не видела. По реакции Кирито было видно, что он явно что-то скрывает. Но Асуна не стала настаивать и предложила перекусить, вытащив из корзинки сэндвич. Кирито был удивлен, как же у Асуны получается так вкусно готовить. Она рассказала, что очень долго анализировала вкусы разных здешних приправ и специй, и ей удалось воссоздать различные вкусы из реала. Кирито считает, что она могла бы на этом хорошо заработать. Тут они услышали, что кто-то к ним приближается, и, вскочив на ноги, приготовились к защите. Но это оказался давний приятель Кирито, Кляйн, со своей гильдией. Кирито знакомит Асуну с Кляйном и Ко. Вдруг вдали послышались шаги. Обернувшись, друзья увидели шагающих воинов из «Армии». Предводитель воинов Коберт поприветствовал их и потребовал поделиться картой территории данжа. Кирито, под возмущенные возгласы Кляйна, бесплатно передает данные Предводителю. Кирито предупреждает его о том, чтобы они не совались в логово к Боссу и не пытались его одолеть. Но Коберт, не слушая Кирито, уводит свой отряд в глубину данжа. Кирито, Асуна и остальные решают последовать за отрядом и посмотреть, что те задумали. Спустя какое-то время они услышали крики. Кирито и Асуна поспешили в покои Босса. Воины еле стояли на ногах, пытаясь использовать кристаллы телепортации, но безуспешно. Коберт приказывает отряду атаковать, но Босс блокирует все их атаки и бьет их предводителя. Тот отлетает к воротам и, произнося еле слышно «Не может быть», растворяется в воздухе. Асуна, не в силах больше смотреть на то как Босс уничтожает отряд, кидается в бой. Она атакует Босса, но затем пропускает удар. Кирито спасает её от очередного удара. Отразив несколько ударов, Кирито просит товарищей подменить его на несколько секунд, а сам он тем временем быстро активирует скилл и немедленно начинает атаку, выхватывая из-за спины второй, выкованный Лизбет, меч и используя навык Смертельный Звездопад, повышающий скорость атак и их мощь. После продолжительного боя Кирито удается одержать победу, но он падает без сознания с почти нулевой шкалой здоровья. Очнувшись, он видит перед собой заплаканную Асуну, которая тут же бросилась к нему на шею. Из-за спины Асуны показался Кляйн, сообщив о том, что Командир и два его подчиненных погибли, но тут же поспешил узнать у Кирито, что за чертовщину он вытворял, ведь такого навыка Кляйн ни у кого больше не видел. Кирито пришлось раскрыть карты и рассказать о том, что этот навык сам по себе появился в списке навыков. Но Кирито решил никому не рассказывать о нём, чтобы не возникало лишних вопросов. Кляйн и остальные отправились активировать телепорт на следующий уровень, оставив Кирито наедине с Асуной, которая все это время крепко обнимала его. Теперь она уже немного успокоилась и заявила Кирито, что хочет взять у гильдии отпуск, чтобы побыть в компании с ним. 19 октября 2024 год. 50 уровень, Апгейд (Кирито, Эгиль, Лизбет). Эгиль читает новости о том, как Кирито в одиночку разделался с Боссом. Кирито с возмущенным видом говорит, что все это преувеличение и что из-за этого ему все утро не дают проходу. Лизбет просит его не ныть, ведь он сам «засветился». Тут неожиданно вбегает Асуна и, тяжело вздыхая, сообщает, что случилось нечто ужасное. 19 октября 2024 год. 55 уровень, Грандум. Кирито и Асуна в замке «Рыцарей крови». Командующий Хитклифф говорит о том, что Кирито пытается забрать у гильдии одного из самых ценных игроков, и они не будут просто так сидеть и смотреть на это. Хитклифф предлагает Кирито сразиться в дуэли и, если Кирито выиграет поединок, то может забрать с собой Асуну, но если же проиграет, то сам присоединится к «Рыцарям Крови». 1. 2. |                                                                    |                  |
| 10 | Алая жажда крови «курэнай но сацуи» (紅の殺意)                     | 8 сентября 2012  |
| 20 октября 2024 года. 75 уровень, Колиния. Дуэль между главой гильдии «Рыцари Крови» Хитклиффом и Чёрным мечником Кирито. И тот и другой полностью уверены в своей победе, но перед решающим броском Кирито время как будто останавливается и Хитклифф с легкостью контратакует и лишает его половины хит-пойнтов, что означает автоматическую победу Хитклиффа. 22 октября 2024 года. 50 уровень, Альгейд. Кирито рассказывает Асуне, почему ранее не вступал в гильдии. Девушка обещает всегда его оберегать. 23 октября 2024 года, 55 уровень, Грандум. Кирито вместе с главой авангардных войск Годфри и бывшим телохранителем Асуны Крадилом идет на зачищение донжона, чтобы проверить уровень сил. Перед этим все сдают Годфри свои кристаллы, так что ни телепортироваться, ни излечиться в случае опасности не смогут. Во время привала оказывается, что вода во фляжках отравлена. Кирито и Годфри падают парализованными. Крадил (на самом деле член красной гильдии «Веселых гробов») убивает Годфри и почти убивает Кирито, но его внезапно атакует Асуна. После непродолжительной схватки Крадил повержен, а Кирито остается без левого запястья. Кирито признается Асуне в любви и предлагает переночевать вместе. 61 уровень, Сэлембург. После ужина Асуна раздевается со вполне понятными намерениями, но Кирито уверяет её, что хотел только переночевать под одной крышей. Ночью они принимают решение пожить подальше от переднего края и пожениться. |                                                                    |                  |
| 11 | Девочка утренней росы «асацую но сё:дзё» (朝露の少女)              | 15 сентября 2012 |
| Серия начинается с событий 24 октября 2024 года на 55 уровне, когда Асуна и Кирито отчитываются о произошедшем лидеру гильдии «Рыцари крови» и отпрашиваются в отпуск, в качестве причины назвав свои сомнения в гильдии. Переместившись на 22 уровень, Асуна и Кирито поселяются в небольшом домике на лоне природы. Во время одной из прогулок, Кирито рассказывает Асуне, что в некоторых местах 22 уровня видели призраков, и буквально тут же они случайно встречают непонятную девочку, которая почти ничего не помнит. Благодаря отдыху и уходу Асуны и Кирито, девочка постепенно оживает и возвращается к жизни. Ребёнок начинает называть Асуну мамой, а Кирито — папой. Пытаясь выяснить побольше о ребёнке назвавшейся Юи и её возможных родственниках, Асуна и Кирито возвращаются в стартовый город первого уровня, с которого все начали игру. Асуна удивляется царящей в городе тишине, и Кирито прикидывает количество жителей, которое в настоящий момент составляет порядка тридцати процентов от шести тысяч игроков. Но для двух тысяч город выглядит слишком тихим и пустынным. Путешествуя по стартовому городу, Асуна и Кирито оказываются свидетелями вымогательства армейцами (гильдия «Армия освобождения», поставляющая высокоуровневых бойцов для скорейшего прохождения игры) имущества горожан — детей и их наставницы. За них вступается Асуна и незадачливым грабителям приходится постыдным образом ретироваться. |                                                                    |                  |
| 12 | Сердце Юи «юи но кокоро» (ユイの心)                                | 22 сентября 2012 |
| На следующий день с Асуной и Кирито встречается заместитель (Юриель) армейской группировки, расквартированной на первом уровне. Она благодарит за наведение порядка и обращается с просьбой, объясняющей причины происходящего — лидер армейской группировки (Синкер) недавно пропал, и солдаты, оставшись без должного командования, быстро распустились. Игрок с ником Кибао, добившись власти, начал группировать вокруг себя свою гильдию, которая вместо выполнения порученных армии функций скатилась до мародерства и вымогательства под видом сбора налогов. Когда о недостойном поведении стало известно, Кибао вынужден был послать в подкрепление к проходчикам отряд под командованием Коберт-сан (который был частично спасён лишь благодаря помощи Асуны, Кирито и Кляйна со своей гильдией (см. события 9 серии).) Чтобы запутать последующее расследование, Кибао заманил Синкер в западню. Долг Юриель, как первого заместителя лидера прийти к нему на помощь, но у неё слишком низкий игровой левел. Асуна и Кирито опасаются западни, но внезапно за Юриель вступается Юи. В итоге, они вчетвером отправляются на выручку Синкер. В ловушке, от первого удара босса донжона, едва не погибает Юриель. Отправив её, Юи и спасённого Синкер, Асуна и Кирито вступают в схватку с мобом, который неожиданно оказывается неопознанным (по ориентировочным оценкам Кирито, не слабее босса 90 уровня). Внезапно в схватку вмешивается Юи, которая, как внезапно выясняется, является бессмертным объектом игрового мира (англ. Immortal object). Это становится неожиданностью абсолютно для всех, включая моба, который быстро погибает от странной атаки Юи. В комнате с расположенной в ней консолью Юи рассказывает Асуне и Кирито об истинном устройстве игрового мира SAO, об его управляющей системе (Кардинал) и о том, что сама Юи была создана как система поддержки игрока (справочная система), которая также должна была следить за психическим состоянием игроков. По непонятным причинам Кардинал запретил Юи действовать, и лишь со временем, вследствие накопившихся ошибок, она смогла принять образ и начать взаимодействовать с игроками, которые выделялись из общей массы. Этими двумя выбранными ей и стали Асуна и Кирито. В минувшей схватке, пользуясь своим исключительным положением, Юи, спасая Асуну и Кирито, стёрла из системы моба, но при этом система заметила это и, начав проверку, обозначила Юи как чужеродный объект и вскоре удалит её из игрового мира. Глубоко потрясённый потерей Юи, Кирито при помощи консоли администрирования, пользуясь багом в системе, успевает материализовать Юи в предмет (сердце Юи), который он сможет когда-нибудь вернуть обратно в Юи. |                                                                    |                  |
| 13 | Глубины ада «нараку но фути» (奈落の淵)                            | 29 сентября 2012 |
| 5 ноября 2024 года. 22 уровень. С Кирито, который отдыхает на рыбалке, знакомится другой рыбак, в реальной жизни работавший в службе сетевой охраны SAO. Теперь он просто рыбак, прокачавший до максимума мастерство рыбака и не мечтающий вернуться в реальный мир. Сойдясь ближе с Асуной и Кирито на почве кулинарных талантов Асуны, рыбак рассказывает об озёрном чудовище, обитающем в озере на окраине города Карал. В итоге чудище оказывается побеждённым Асуной, которую признают местные жители. В разговоре с рыбаком, Асуна рассказывает ему о своей истории в игровом мире и о той роли, которую сыграл в ней Кирито. Это даёт надежду и смысл для рыбака. Отпуск Асуны и Кирито нарушен срочным вызовом из гильдии «Рыцарей крови». Произошло ЧП — объединённая разведгруппа из пяти гильдий, в количестве двадцати игроков, была внезапно атакована боссом уровня, после чего группа из десяти игроков оказалась заблокирована и уничтожена, а следы босса потерялись. Кирито боится потерять Асуну и пытается отговорить её от участия в битве, на что Асуна заявляет, что покончит собой, если Кирито не вернётся из битвы. Собрав подкрепление, в которое влились такие старые знакомые Кирито, как Кляйн и торговец Эгиль (который не должен был рисковать среди проходчиков), объединённый отряд собирается атаковать босса уровня, которым оказался Костяной Жнец, сам начавший атаку из-под свода пещеры. Противник очень силён и опасен, отряд редеет на глазах… |                                                                    |                  |
| 14 | Падение мира «сэкай но сю:эн» (世界の終焉)                         | 6 октября 2012   |
| Ценой победы стала гибель четырнадцати игроков. У бойцов отряда, насчитывающего всего несколько десятков человек, при том, что до конца игры осталось двадцать пять уровней, появляются реальные опасения. Внезапно Кирито атакует лидера гильдии «Рыцари крови» и все видят сообщение системы о том, что объект, атакуемый Кирито, бессмертный. Озвучив свои наблюдения за время общения с лидером, Кирито прилюдно называет его имя — Каяба Акихико. Каяба подтверждает вывод Кирито и предлагает ему сразиться с ним один на один (все остальные бойцы при помощи системы в это время парализуются), став на время схватки смертным при условии: если победит Кирито, игра будет считаться пройденной и все игроки, выжившие на тот момент, смогут разлогиниться и вернуться в реальный мир. Не глядя на запрет Асуны, прощаясь с друзьями, Кирито принимает вызов. Во время битвы, прикрывая Кирито, Асуна, сумевшая обойти парализующую блокировку, получает смертельный удар. Следующий смертельный удар мечом, и следующее за этим сообщение от системы «Вы мертвы», получает Кирито, но буквально в следующий миг материализуется и со словами «Ещё рано» рапирой Асуны наносит свой смертельный удар. Затем следует появление Кирито на стеклянном полу, парящем в облаках, освещаемых заходящим солнцем. Кирито, наблюдая разрушение стоуровневой парящей крепости-башни, разговаривает с Асуной, затем в разговор включается Каяба, который сообщает, что в настоящий момент с главного сервера SAO, находящегося на пятом подземном этаже центрального офиса компании Аргус, удаляются все данные игрового мира. 6147 игроков разлогинились, а четыре тысячи погибших так никогда и не вернутся в сознание. Каяба рассказал Кирито и Асуне о том, по каким канонам он создавал этот игровой мир, и признал, что они превзошли каноны его мира. Каяба до сих пор верит, что где то, в каком-то из миров, существует его крепость-башня… Поздравив Кирито и Асуну с прохождением игры, Каяба покидает их. Асуна и Кирито, обменявшись своими реальными именами, исчезают вместе с игровым миром. Открыв глаза, Кирито видит потолок палаты больницы и, сняв шлем виртуальной реальности, оказывается в реальном мире, в котором отправляется на поиски Асуны. |                                                                    |                  |

### Арка Танец фей (ALfheim Online)
Следующие серии продолжают события основного сериала. Асуна так и не смогла вернуться в реальность. Её в больнице посещают Кирито (под своим настоящим именем Кадзуто Киригая), отец Асуны и его подчиненный (начальник исследовательского отдела) Суго Нобуюки, запланировавший взять её в жёны. Учитывая состояние Асуны, через неделю состоится формальная церемония, после которой новоиспечённый муж войдёт в круг её семьи.
Не всё просто у Кирито и дома — его сестра (Сугуха Киригая), с которой он рос, мало того что влюблена в него, оказалась не родной, а двоюродной, что только осложнило отношения между ними.
В реальной жизни друг из игры под ником Эгиль передаёт Кирито распечатанный скриншот, на котором тот узнаёт Асуну в необычной одежде, за золотыми прутьями решётки. Эгиль даёт пояснения — компанией, в которой работает отец Асуны, запущена новая игра, также основанная на технологии полного погружения. Изменён игровой сюжет — девять рас должны добраться до города, расположенного на вершине дерева Иггдрасиль. Первая раса, пробившаяся на самый верх, получит многие уникальные привилегии, например вечные крылья. Снимок удалось сделать благодаря игрокам, которые объединились и начали восхождение к дереву, однако из-за того, что крылья работают определенное количество времени, они успели только сделать фото клетки. Увеличив изображение, они увидели в ней игрока. Действительно ли на снимке Асуна — доподлинно не известно.
Кирито регистрируется в игре и, наскоро выбрав исходную расу, начинает своё восхождение. В игре у него появляется помощница, которой впоследствии оказалась Сугу. Помочь в новом игровом мире смогла Юи — с её помощью выясняется, что новый игровой мир построен на одной из старых версий управляющей системы Кардинал игрового мира SAO. Много данных перенесено в новый мир из старого: часть просто скопирована, с частью данных игрока пришлось расстаться.
Сугу через игру лучше узнаёт старшего брата. В результате, вместе им удаётся пробиться на самый верх, на котором вскрываются злодейства Суго Нобуюки, и при помощи образа Каяба Акихико одолеть его в игровом мире. Последовавшая в реальной жизни схватка между шестнадцатилетним подростком, героем в игре, и взрослым, оказавшимся преступником в настоящей жизни, открыла дорогу в отношениях Кирито и Асуны. Не обошлось и без изменений в игровом мире, новое развитие получило наследство в виде Семени мира безусловно талантливого Каяба Акихико, переданное им Кирито, который, в свою очередь, распространил его копии в мире.
| № серии | Заглавие                                                          | Трансляция в Японии |
| ------- | ----------------------------------------------------------------- | ------------------- |
| 15      | Возвращение «кикан» (帰還)                                        | 13 октября 2012     |
| 16      | Край фей «ё:сэй-тати но куни» (妖精たちの国)                      | 20 октября 2012     |
| 17      | Пленённая королева «тораварэ но дзёо:» (囚われの女王)             | 27 октября 2012     |
| 18      | К Иггдрасилю «сэкайдзю э» (世界樹へ)                              | 3 ноября 2012       |
| 19      | Коридор Ругер «ругуру: кайро:» (ルグルー回廊)                     | 10 ноября 2012      |
| 20      | Генерал бушующего пламени «мо:эн но сё:» (猛炎の将)               | 17 ноября 2012      |
| 21      | Правда об Альфхейме «арувухэйму но синдзицу» (アルヴヘイムの真実) | 24 ноября 2012      |
| 22      | Главный квест «гурандо куэсуто» (グランド・クエスト)              | 1 декабря 2012      |
| 23      | Узы «кидзуна» (絆)                                                | 8 декабря 2012      |
| 24      | Бронированный герой «мэкки но ю:ся» (鍍金の勇者)                  | 15 декабря 2012     |
| 25      | Семя мира «сэкай но сюси» (世界の種子)                            | 22 декабря 2012     |